# Дебелоклюна кръсточовка
Дебелоклюната кръсточовка (Loxia pytyopsittacus) е вид птица от семейство Чинкови (Fringillidae).

## Разпространение и местообитание
Разпространен е в Беларус, Белгия, Великобритания, Германия, Дания, Естония, Латвия, Литва, Нидерландия, Норвегия, Полша, Португалия, Русия, Финландия и Швеция.